# كيفن براون (لاعب كرة قاعدة أمريكي)
كيفن براون (بالإنجليزية: Kevin Brown) هو لاعب كرة قاعدة أمريكي، ولد في 21 أبريل 1973 في فالبارايسو في الولايات المتحدة.

## وصلات خارجية
- كيفن براون على موقعبيزبول رفرنس.كوم (الدوري الرئيسي) (الإنجليزية)
- كيفن براون على موقعبيزبول رفرنس.كوم (الدوري الثانوي) (الإنجليزية)
- كيفن براون على موقع مشجعي الرسوم البيانية (الإنجليزية)